# Brockton Point
Brockton Point je poloostrov rozkládající se v přístavu Port of Vancouver, na východním konci Stanley Parku v kanadském městě Vancouver. Jméno nese po Francisi Brocktonovi. Nachází se zde maják Brockton Point Lighthouse s automatickým osvětlením.